# Pascal Adant
Pascal Adant, né le 8 juillet 1971 à Soignies (province de Hainaut), est un réalisateur et scénariste belge.

## Biographie
Pascal Adant naît le 8 juillet 1971 à Soignies.
Diplômé en photographie, Pascal Adant réalise des reportages pour le Vox magazine et couvre notamment le conflit armé en Somalie en 1993. À la fin de son service militaire, il crée des bandes dessinées avant de se lancer dans la réalisation. Il est à la fois réalisateur, scénariste, monteur, cadreur et animateur.
En 2010, il réalise 15 épisodes d'une nouvelle série de télévision produite par MTV Networks diffusée sur Nickelodeon, et signe en 2012 Sunflower Seed, un film sur la jeunesse du peintre Vincent van Gogh au Borinage.
Son prochain film, L'Épreuve, est en préparation.

## Filmographie

### Cinéma
- Dérapages (1998)
- Destination Londres (1999) avec Jean-Paul Comart
- Boum ! (2001)
- Fate (2002)
- Coup de Cœur (2002)
- Série noire[6] (2005) avec Roger Van Hool et Circé Lethem
- Slow Motion (2005)
- Le Petit Oiseau va sortir (2006)
- Le Marginal (2007)
- Le Vilain Petit Cône noir (2008)
- Le Cône et le bernard-l'ermite (2008)
- Home sweet home (2009)
- Sunflower Seed[7], court métrage (2013)
- La Fontaine fait son cinéma, le Corbeau et le Renard[8], court métrage (2014)
- Phénomène, court métrage (2022)

### Télévision
- The Traffic Cones(2010)

## Récompenses et distinctions
- Le Prix Canal+, pour Dérapages, sélectionné au Festival international du film fantastique de Bruxelles (BIFFF) ;
- Petit Rail d'Or, pour Dérapages, sélectionné à la Semaine internationale de la critique au Festival de Cannes 1999 ;
- prix du Public, pour Slow Motion, sélectionné au Festival Anima ;
- prix du Hainaut, pour Le petit oiseau va sortir ;
- 2nd Prize, pour Le Corbeau et le Renard au Chicago International Children's Film Festival [9].